# Église Notre-Dame-de-l'Immaculée-Conception de Panaji
Ne doit pas être confondu avec Église Notre-Dame-de-l'Immaculée-Conception de Pune.
L’église Notre-Dame-de-l'Immaculée-Conception est un édifice religieux catholique sis à Panjim, capitale de l’état de Goa, en Inde. Construite en 1609 pour remplacer une chapelle plus ancienne l’église est devenue, du fait de sa situation en hauteur et somptueusement illuminée durant la nuit, image emblématique de la ville de Panaji. L’église est lieu de culte de la plus importante paroisse de la ville.

## Localisation

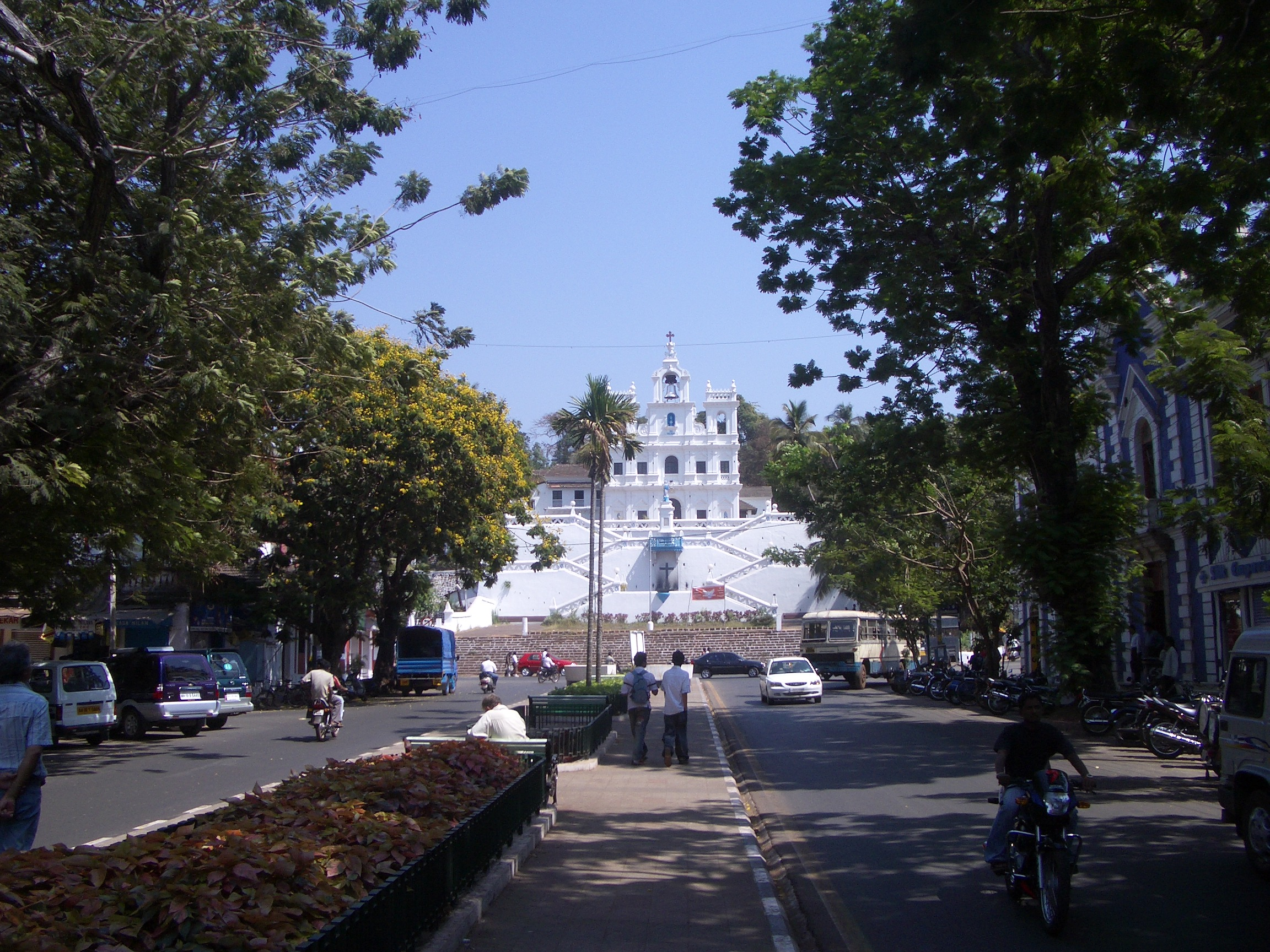
L’église Notre-Dame-de-l'Immaculée-Conception à Panjim (photo de 2006)

L’église se trouve au cœur de Panjim : au flanc d’une colline et dominant le jardin municipal de la ville. Une double volée d’escaliers, en zigzag, aboutit à son parvis. Le site était le premier point de débarquement des navires venant d’Europe. Les marins débarquaient avant de remonter le fleuve Mandovi pour arriver à Ela — aujourd’hui Vieux-Goa — qui était la capitale de l'estado da India’ portugais jusqu’au milieu du XIXe siècle.  

## Histoire
Une première chapelle est construite en 1541 pour répondre aux besoins pastoraux des marins portugais qui touchent terre après des mois de navigation. L’endroit est un village de pêcheurs à l’embouchure du Mandovi. Le village devient paroisse en 1600 et une nouvelle église est mise en chantier. En 1609 l’église de l’Immaculée-Conception remplace l’ancienne chapelle. Elle est de style colonial baroque portugais. 
Au XVIIIe siècle une impressionnante double volée d’escaliers en zigzags symétriques est construite pour en faciliter l’accès à partir du jardin municipal. Elle acquiert de plus en plus d’importance alors que le village est devenu ville et que le vice-roi de Goa fait de cette ville de Panjim sa résidence habituelle (1759). Panjim devient la capitale de l’Inde portugaise en 1843 et est rebaptisée « Nova Goa ».

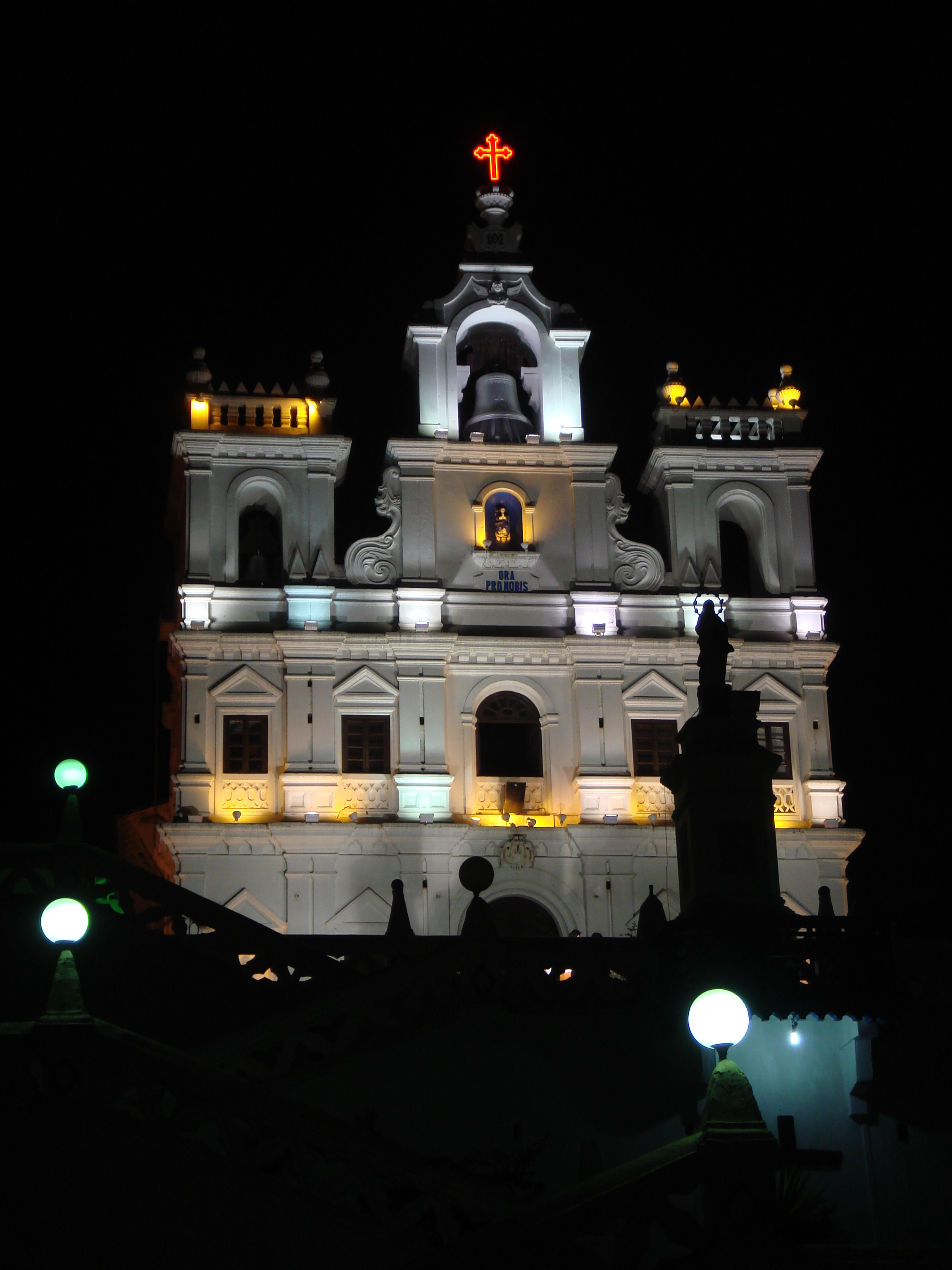
L'église illuminée pour la nuit

En 1871 une cloche provenant de l’ancien monastère des Augustins de Vieux-Goa (aujourd’hui en ruines) est installée au sommet d’un beffroi au centre de la façade de l’église. 

## Description
À l’extérieur, la façade entièrement peinte en blanc révèle un style baroque colonial portugais caractéristique. La partie centrale est un beffroi dont on peut voir au sommet la cloche provenant du monastère augustinien. 
L’intérieur de l’église est haut en couleur. Le maître autel est dédié à la Vierge Marie. Il est flanqué à gauche et à droite de deux autels mineurs aux décorations dorées. L’un est dédié à Jésus-en-Croix et l’autre à Notre-Dame du Rosaire. Ces autels sont encadrés de statues des apôtres saints Pierre et Paul. 
Dans le transept sud (côté droit du maître autel) une chapelle est dédiée à saint François-Xavier.  

## Services religieux
Étant le principal lieu de culte catholique de la ville de Panaji l’église offre des services religieux en anglais, konkani et portugais tous les dimanches. 
Elle est particulièrement fréquentée durant les jours précédant la fête de l’Immaculée Conception (8 décembre) fête patronale de la paroisse. Des festivités particulières accompagnent les célébrations religieuses.  